# Liste der Resolutionen des UN-Sicherheitsrates (1965)
Diese Liste der Resolutionen des UN-Sicherheitsrates nennt die 20 vom Sicherheitsrat der Vereinten Nationen im Jahr 1965 verabschiedeten Resolutionen.
| Nummer | Beschluss vom | Gegenstand                                                          | Mission |
| ------ | ------------- | ------------------------------------------------------------------- | ------- |
| 200    | 15. März      | Aufnahme Gambias als neues Mitglied in die Vereinten Nationen       |         |
| 201    | 19. März      | Situation auf Zypern                                                | UNFICYP |
| 202    | 6. Mai        | Anfrage bezüglich der Situation in Südrhodesien                     |         |
| 203    | 14. Mai       | Situation in der Dominikanischen Republik                           |         |
| 204    | 19. Mai       | Beschwerde Senegals gegenüber Portugal                              |         |
| 205    | 22. Mai       | Situation in der Dominikanischen Republik                           |         |
| 206    | 15. Juni      | Situation auf Zypern                                                | UNFICYP |
| 207    | 10. August    | Situation auf Zypern                                                |         |
| 208    | 10. August    | Internationaler Strafgerichtshof                                    |         |
| 209    | 4. September  | Zweiter Indisch-Pakistanischer Krieg                                |         |
| 210    | 6. September  | Zweiter Indisch-Pakistanischer Krieg                                |         |
| 211    | 20. September | Zweiter Indisch-Pakistanischer Krieg                                |         |
| 212    | 20. September | Aufnahme der Malediven als neues Mitglied in die Vereinten Nationen |         |
| 213    | 20. September | Aufnahme Singapurs als neues Mitglied in die Vereinten Nationen     |         |
| 214    | 27. September | Situation zwischen Indien und Pakistan                              |         |
| 215    | 5. November   | Situation zwischen Indien und Pakistan                              |         |
| 216    | 12. November  | Anfrage bezüglich der Situation in Südrhodesien                     |         |
| 217    | 20. November  | Anfrage bezüglich der Situation in Südrhodesien                     |         |
| 218    | 23. November  | Anfrage bezüglich der Gebiete unter der Kontrolle Portugals         |         |
| 219    | 17. Dezember  | Situation auf Zypern                                                | UNFICYP |